# Onosma elegantissimum
Onosma elegantissimum är en strävbladig växtart som beskrevs av Karl Heinz Rechinger och Goulimy. Onosma elegantissimum ingår i släktet Onosma och familjen strävbladiga växter. Inga underarter finns listade i Catalogue of Life.